# 披针叶石枣子
披针叶石枣子（学名：Euonymus sanguineus var. lanceolatus）为卫矛科卫矛属下的一个变种。